# Кампионе III (Кротоне)
Кампионе III је насеље у Италији у округу Кротоне, региону Калабрија.
Према процени из 2011. у насељу је живело 19 становника. Насеље се налази на надморској висини од 71 м.